# Chironomus mozleyi
Chironomus mozleyi är en tvåvingeart som beskrevs av Wulker 2007. Chironomus mozleyi ingår i släktet Chironomus och familjen fjädermyggor.
Artens utbredningsområde är Michigan. Inga underarter finns listade i Catalogue of Life.